# Music from Siesta
Music from Siesta je společné studiové album dvou amerických jazzových hudebníků, trumpetisty Milese Davise a baskytaristy Marcuse Millere. Album vyšlo v listopadu 1987 u vydavatelství Warner Bros. Records a jde o hudbu k filmu Siesta režisérky Mary Lambert. Skladby byly nahrány během ledna a února 1987 ve studiích Sigma Sound Studio v New Yorku a Amigos Studio v Hollywoodu.

## Seznam skladeb
| Pořadí | Název                                       | Autor               | Délka |
| ------ | ------------------------------------------- | ------------------- | ----- |
| 1.     | Lost in Madrid, Part 1                      | Marcus Miller       | 1:48  |
| 2.     | Siesta; Kitt's Kiss; Lost in Madrid, Part 2 | Miller              | 6:54  |
| 3.     | Theme for Augustine; Wind; Seduction; Kiss  | Miller, Miles Davis | 6:33  |
| 4.     | Submission                                  | Miller              | 2:32  |
| 5.     | Lost in Madrid, Part 3                      | Miller              | 0:49  |
| 6.     | Conchita; Lament                            | Miller              | 6:43  |
| 7.     | Lost in Madrid, Part 4; Rat Dance; The Call | Miller              | 1:41  |
| 8.     | Claire; Lost in Madrid, Part 5              | Miller              | 1:41  |
| 9.     | Afterglow                                   | Miller              | 1:41  |
| 10.    | Los Feliz                                   | Miller              | 4:35  |

## Obsazení
- Miles Davis – trubka
- Marcus Miller – baskytara, různé další nástroje
- John Scofield – kytara
- Omar Hakim – bicí
- Earl Klugh – kytara
- James Walker – flétna
- Jason Miles – syntezátory